# Dibbouk

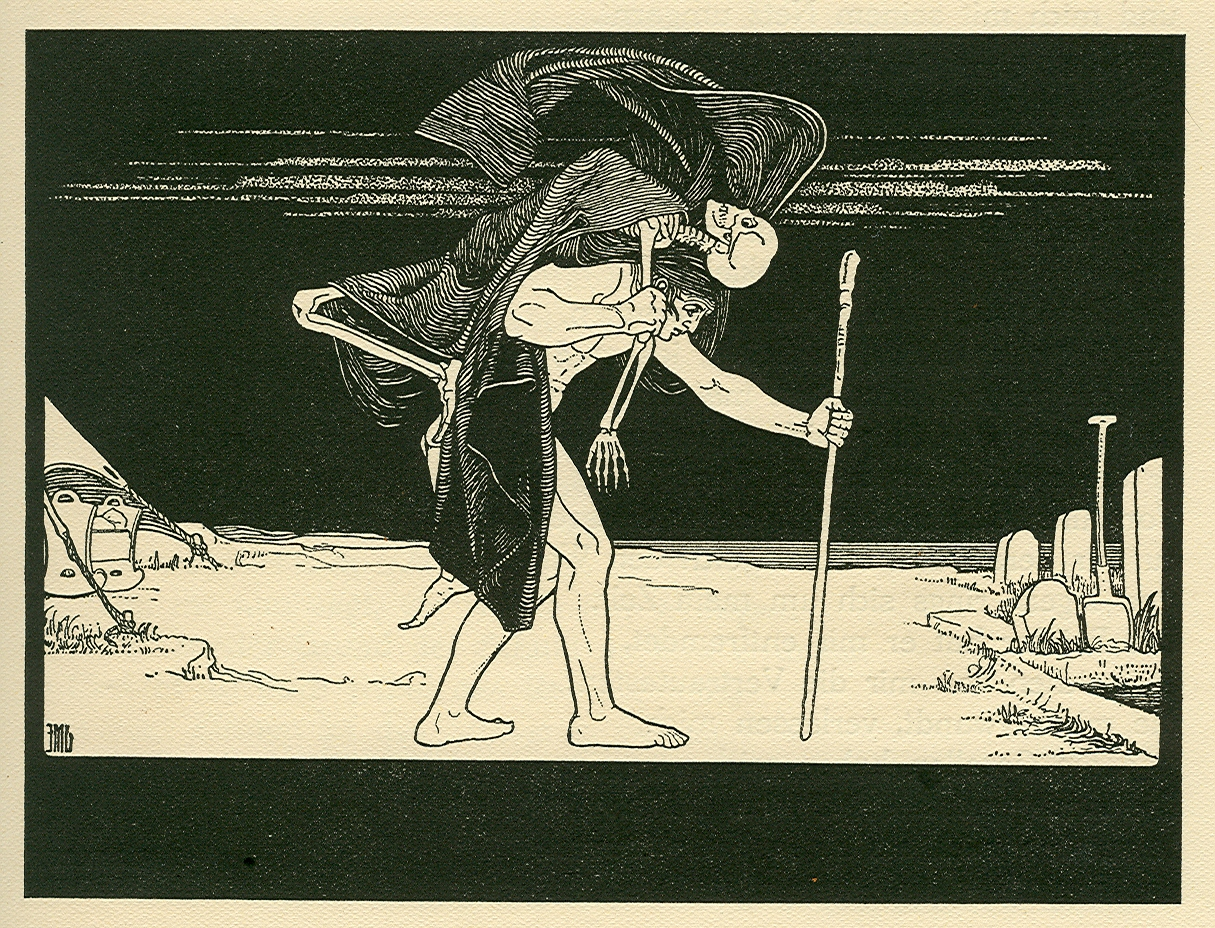
Un dibbouk par Ephraim Moses Lilien (1874–1925) dans le Livre de Job.

Un dibbouk, dibouk ou dybbouk (plusieurs graphies existent à partir de l'hébreu דיבוק signifiant « attachement ») est, dans la mythologie juive et kabbalistique, un esprit ou un démon qui habite le corps d'un individu auquel il reste attaché. Un dibbouk peut être exorcisé.

## Description
Selon Leo Rosten dans Les Joies du Yiddish, un dibbouk peut être :
1. un esprit malin, habituellement l'âme d'une personne décédée qui pénètre dans une personne vivante avec qui le mort a eu un différend ;
2. un démon qui prend possession de quelqu'un et le rend fou, irrationnel, vicieux, corrompu.

Les Dibboukim sont censés s'échapper de la Géhenne ou s'en détourner à cause de transgressions trop importantes pour que l'âme se voie permise une rédemption en ce lieu.
Le dibbouk peut être emprisonné dans une armoire, ou un placard, mais si le meuble est ouvert, le propriétaire aura des ennuis de santé, ou de la malchance, jusqu'à ce qu'il cède l'objet à une autre personne, pour retrouver une vie normale.

## Exposition
- Le dibbouk, fantôme du monde disparu, Musée d'Art et d'Histoire du Judaïsme, Paris, du 26 septembre 2024 au 26 janvier 2025[1].

### Récits littéraires ou cinématographiques
- Une pièce de Shalom Anski (1863-1920), classique du théâtre yiddish, s'appelle Le Dybbouk. Elle a été adaptée au cinéma en 1937 par Michał Waszyński, à la télévision en 1960 par Sydney Lumet dans la série "La pièce de la semaine" (The Play of the Week), et a inspiré une musique de ballet à Leonard Bernstein.
- Le dibbouk est aussi au centre de La Danse de Gengis Cohn de Romain Gary.
- L'épisode 15 de la saison 4 de X-Files intitulé Kaddish.
- Dans le roman d'Elie Wiesel, Un désir fou de danser (Le Seuil, 2006), le personnage principal, Doriel, est victime d'hallucinations et pense être possédé par un dibbouk.
- Le film The Unborn de David Goyer raconte la vie d'une jeune femme (Odette Yustman) qui est poursuivie par un dibbouk.
- Le film A Serious Man des frères Coen (2009) débute par un conte yiddish dans lequel le personnage de Dora soupçonne le rabbin Groshkover d'être en réalité un dibbouk.
- Dybbuk est aussi un groupe de rock tchèque[2].
- Le film Possédée (2012) traite d'une jeune fille possédée par un dibbouk.
- Le roman de Richard Zimler, Les Anagrammes de Varsovie, (Buchet-Chastel, 2013) est raconté par un dibbouk (ibbour).
- Le Dibbouk de Mazel Tov IV, nouvelle de science-fiction de Robert Silverberg ;

et dans son roman Revivre encore (1984), la personna d'un défunt risque de dominer son hôte, qui devient un dybbouk aux ordres du mort.
- Le roman Armand le vampire (titre original : Armand) 1998 par Anne Rice , Benji appelle Armand Dybbuk.
- La bande dessinée Le petit monde du Golem de Joann Sfar éditée à L'Association.
- Dans le film Gainsbourg, vie héroïque du même Joann Sfar, Serge Gainsbourg est suivi par un dibbouk qu'il appelle "la Gueule".
- Le court-métrage Dibbuk[3],[4] réalisé par Dayan D. Oualid en 2019 traite d'un exorcisme au sein de la communauté juive parisienne.
- La série franco-israélienne Possessions (Dibboukim) raconte une histoire de dibbouk : Nathalie est-elle folle ou possédée? (Canal +, 2020).

## Sources
- Les Joies du Yiddish, Leo Rosten, 1968, édition française 1994 (traduction française par Victor Kuperminc), éditions Calmann-Lévy,  (ISBN 2-7021-2262-0), Livre de Poche.